# Provinz Huancané
Die Provinz Huancané gehört zur Verwaltungsregion Puno und liegt im Süden von Peru. Die Provinz wurde am 19. September 1827 gegründet. Sie besitzt eine Fläche von 2806 km². Bei der Volkszählung 2017 wurden in der Provinz 60.379 Einwohner gezählt. Im Jahr 1993 lag die Einwohnerzahl bei 80.317, im Jahr 2007 bei 69.522. Verwaltungssitz ist die Stadt Huancané.

## Geographische Lage
Die Provinz Huancané liegt im Osten der Region Puno, am Nordufer des Titicacasees und erstreckt sich über das aride Andenhochland nordöstlich des Sees. Die maximale Längsausdehnung in SW-NO-Richtung beträgt etwa 100 km. Der Río Suches, ein Zufluss des Titicacasees, verläuft entlang der nordöstlichen Provinzgrenze zu Bolivien. Im Osten liegt die Nachbarprovinz Moho.
Im Südwesten grenzt die Provinz Huancané an die Nachbarprovinzen Puno und San Román, im Westen und Nordwesten an die Provinzen Azángaro und San Antonio de Putina.

## Verwaltungsgliederung
Die Provinz Huancané besteht aus den folgenden acht Distrikten. Der Distrikt Huancané ist Sitz der Provinzverwaltung.
| Distrikt     | Verwaltungssitz |
| ------------ | --------------- |
| Cojata       | Cojata          |
| Huancané     | Huancané        |
| Huatasani    | Huatasani       |
| Inchupalla   | Inchupalla      |
| Pusi         | Pusi            |
| Rosaspata    | Rosaspata       |
| Taraco       | Taraco          |
| Vilque Chico | Vilque Chico    |